# Bonaventura Aliotti
Bonaventura Aliotti (* 1640 in Palermo; † 1690 ebenda) war ein italienischer Minorit, Organist und Komponist des Barock.

## Leben
Bonaventura Aliotti, zu Lebzeiten unter dem Namen Padre Palermino bekannt, wirkte in Palermo, Ferrara und Padua. Er gehörte wie sein Lehrer Giovanni Battista Fasolo dem Minoritenorden an. Aliotti wirkte zuerst in Palermo und ließ sich 1671 in Padua nieder, wo er weitere Kirchenmusik schuf. Im Oktober 1674 zog er nach Ferrara und bekam dort eine Anstellung als Organist an der Kirche der Laienbruderschaft „Confraternita della Morte“. Von den elf ihm zugeschriebenen Oratorien sind lediglich vier erhalten.
Sein bekanntestes Werk ist das Oratorium „Il Sansone“ von 1686. Dieses wurde 2001, wahrscheinlich als sein erstes Werk, durch das „Ensemble Elyma“ unter Gabriel Garrido auf Tonträger aufgenommen. Weitere Oratorien sind „Il Trionfo della morte per il peccato d’Adamo“ und „Santa Rosalia“ (1687). 2020 erschien „Il trionfo della morte“ beim Label Accent, interpretiert von Les Traversées Baroques unter der Leitung von Étienne Meyer Die drei genannten Oratorien stehen in modernen Neudrucken zur Verfügung.

## Werke (Auswahl)
- La morte di S Antonio da Padova (G. Desideri), 1677
- Il trionfo della morte per il peccato d’Adamo, Ferrara, 1677
- Amore e Fede alla mensa: nella conversione di S Maria Maddalena, verschollen (Palermo, 1680)
- L’Arca simbolo della Croce, verschollen (Palermo, 1680)
- Begorre alla Fede, verschollen (Palermo, 1681)
- La Fe’ trionfante per l’heresia soggiogata da S Antonio di Padova, verschollen (Palermo, 1681)
- Dialogo dell’Immaculata Concettione di Maria Sempre Vergine, verschollen (Palermo, 1682)
- L’invito celeste o S Caterina, verschollen (Palermo, 1682)
- Per il nuovo teatro della Musica, verschollen (Palermo, 1682)
- Il Sansone, (Neapel, 1686)
- Santa Rosalia, (Palermo, 1687)